# Том Свіфт (телесеріал)
«Том Свіфт» (англ. Tom Swift) — американський детективний телесеріал, прем'єра якого відбулася 31 травня 2022 року на американському телеканалі The CW. Телесеріал є спін-оффом іншого телесеріалу Ненсі Дрю.
30 червня 2022 року телесеріал був закритий після виходу 5 епізоду.

## Сюжет
Том Свіфт — чорношкірий молодий мільярдер, є розумним, веселим, винахідливим персонажем, який потрапляє у світ науково-фантастичних змов і незрозумілих явищ після шокуючого зникнення його батька.

## Актори та персонажі

### Головний склад
- Тіан Річардс — Том Свіфт, молодий винахідник-мільярдер.
- Левар Бертон — Барклай, штучного інтелекту.
- Ешлі Мюррей — Зензі Фуллертон, найкраща подруга Тома.
- Маркіз Вілсон — Айзек Веги, охоронець Тома.
- Ейпріл Паркер Джонс — Лоррейн Свіфт, мати Тома.
- Альберт Вангі — Роуен, охоронець конгресмена.

### Повторюваний склад
- Ворд Хортон — Нейтан Ескол, друг сім'ї Свіфтів, конгресмен.

## Огляд сезонів
| Сезон | Сезон | Епізоди | Дата показу    | Дата показу   | Рейтинг Нільсона | Рейтинг Нільсона       |
| Сезон | Сезон | Епізоди | Прем'єра       | Фінал         | Ранк             | Глядачі США (мільйони) |
| ----- | ----- | ------- | -------------- | ------------- | ---------------- | ---------------------- |
|       | 1     | 10      | 31 травня 2022 | 2 серпня 2022 | В очікуванні     | В очікуванні           |

## Список епізодів

### Сезон 1 (2022)
| № серії (загалом) | № серії (в сезоні) | Назва серії                                                          | Режисер(и)     | Сценарист(и)   | Оригінальна дата показу | Глядачів у США (млн) |
| ----------------- | ------------------ | -------------------------------------------------------------------- | -------------- | -------------- | ----------------------- | -------------------- |
| 1                 | 1                  | «...І зліт на Сатурн» «…And the Liftoff to Saturn»                   | Буде визначено | Буде визначено | 31 травня 2022          | 0.44                 |
| 2                 | 2                  | «...І завиток 4b» «…And the 4b Curl»                                 | Буде визначено | Буде визначено | 7 червня 2022           | 0.34                 |
| 3                 | 3                  | «...І дев'ять дюймів небезпеки» «...And Nine Inches of Danger»       | Буде визначено | Буде визначено | 14 червня 2022          | 0.29                 |
| 4                 | 4                  | «...І шоколадні ковбої» «...And the Chocolate Cowboys»               | Буде визначено | Буде визначено | 21 червня 2022          | 0.37                 |
| 5                 | 5                  | «...І розбитий котильйон» «...And the Crashed Cotillion»             | Буде визначено | Буде визначено | 28 червня 2022          | 0.34                 |
| 6                 | 6                  | «...І незаконнонароджений мустанг» «...And the Benefits of Bondage»  | Буде визначено | Буде визначено | 5 липня 2022            | 0.30                 |
| 7                 | 7                  | «...І Книга Ісаака» «...And the Book of Isaac»                       | Буде визначено | Буде визначено | 12 липня 2022           | 0.25                 |
| 8                 | 8                  | «...І двоє його чоловіків та дитина» «...And His Two Men and a Baby» | Буде визначено | Буде визначено | 19 липня 2022           | 0.28                 |
| 9                 | 9                  | «...І ніч, яку потрібно запам'ятати» «...And the Night to Remember»  | Буде визначено | Буде визначено | 26 липня 2022           | 0.28                 |
| 10                | 10                 | «...І ціна прощення» «...And the Cost of Forgiveness»                | Буде визначено | Буде визначено | 2 серпня 2022           | 0.24                 |

## Виробництво

### Розробка
28 жовтня 2020 року було оголошено, що CW розробляє спін-офф свого серіалу про Ненсі Дрю під назвою «Том Свіфт». Серіал заснований на однойменній серії книг, його створили та продюсували Мелінда СьюТейлор, Нога Ландау та Кемерон Джонсон. Дія шоу відбуватиметься у всесвіті Дрю. 8 лютого 2021 року було оголошено, що Рубен Гарсія зніматиме пілотний епізод. 30 серпня 2021 телеканал CW замовив виробництво серіалу, і очікується, що він дебютує в телевізійному сезоні 2021—2022 років. Джош Шварц, Стефані Севіджі Ліс Ровінські також були додані як виконавчі продюсери.
Провідний актор Річардс сказав про адаптацію: «Початковий Том Свіфт був чудовий для свого часу і того, що він уявляв. Тоді це було обличчя хлопчиків, всеамериканських дітей, повних можливостей. Але в 2021 році це може виглядати таким різним. Це може виглядати як хтось подібний до мене — чорний хлопець, який шоколадний, який дивний, який є всім тим, що нам кажуть, що це не нормально чи статус-кво». Він додав: «Ми збираємося поринути у безліч секторів ідентичності. Ми говоритимемо про Чорноту — і про чорноту, відмінну від тієї, яку ми звикли бачити, тобто про чорну еліту, 1 відсоток, мільярдери. Ми також збираємося поговорити про подорож квір-хлопчика, щоб стати квір-чоловіком. Не лише про прийняття себе, а й про прийняття загалом, про те, що навколо вас є спільнота та люди».

### Кастинг
26 січня 2021 року Тіан Річардс отримав головну роль Тома Свіфта. 11 травня 2021 Левар Бертон приєднався до основного складу, щоб озвучити штучного інтелекту на ім'я Барклай. Річардс і Бертон обидва з'являються як свої персонажі в травневому епізоді Ненсі Дрю 2021 «Небесний гість». У лютому 2022 року Ешлі Мюррей, Маркіз Вілсон, Ейпріл Паркер Джонс та Альберт Вангі приєдналися до акторського складу у головних ролях. 8 березня 2022 Ворд Хортон отримав повторюючу роль.

### Зйомки
Знімальний процес проходив в Атланті в період між січнем і травнем 2022 року.